# JD Souther
John David Souther (2. listopadu 1945 Detroit – 17. září 2024) byl americký zpěvák, skladatel a herec.

## Kariéra
JD Souther napsal písně Lindě Ronstadtové a některé z největších hitů skupiny Eagles, včetně „Best of My Love“, „Victim of Love“, „Heartache Tonight“ a „New Kid in Town“. Skladba „How Long“, která se objevila na albu Long Road Out of Eden pochází ze Southerova prvního sólového alba.
Během své sólové kariéry nahrál dva hity: „You're Only Lonely“ (1979) a „Her Town Too“ (1981), duet s Jamesem Taylorem. V rámci své krátké herecké kariéry si zahrál například ve filmech Pohlednice z Hollywoodu (1990) a Moje druhá láska (1994). Rovněž účinkoval v první sérii seriálu Nashville (2012).

## Smrt
JD Souther zemřel 17. září 2024 ve svém domě v Sandia Parku v Novém Mexiku ve věku 78 let. Za necelý týden měl zahájit turné s písničkářkou Karlou Bonoff.

## Diskografie

### Studiová alba
- John David Souther (1972)
- Black Rose (1976)
- You're Only Lonely (1979)
- Home by Dawn (1984)
- If the World Was You (2008)
- Rain − Live at the Belcourt Theatre (2009)
- Natural History (2011)
- Midnight in Tokyo (2012)
- Tenderness (2015)